# 카파라오오시쿠도
카파라오오시쿠도(Oxymycterus caparoae)는 비단털쥐과에 속하는 남아메리카 설치류이다. 브라질 토착종으로 피코 다 반데이라 산맥에서 발견된다.

## 특징
카파라오오시쿠도는 몸길이 110~139mm까지 성장하고, 꼬리는 상당히 긴 80~104mm이다. 뒷발은 발톱을 포함하여 27~31mm이고, 귀 길이는 18~20mm이다. 주둥이는 가늘고 길며 머리는 길고 좁다. 털은 오히려 길고 느슨하다. 등 쪽 털은 회색 바탕에 털 중간 부위는 오렌지색이고 끝은 검으며 전체적으로 짙은 갈색을 띤다. 옆구리는 넓은 오렌지색 띠가 둘러져 있어 연한 빛깔을 띤다. 배 쪽은 오렌지색으로 띠며 피부 쪽은 회색이다. 뒷발 윗면은 회색빛 갈색이다.

## 분포 및 서식지
카파라오오시쿠도는 이스피리투산투주와 미나스제라이스주 경계 지대의 해발 약 2,100m와 2,400m 사이의 피코 다 반데이라 산맥에서만 발견된다. 피코 다 반데이라 산맥은 다른 산악 지역과 완전히 격리되어 있고 저지대로 둘러싸여 있다. 피코 다 반데이라 산맥 윗부분은 한대 습윤 초원 지대로 카파라오오시쿠도는 이 지역의 팜파스풀(Cortaderia spp)과 안데스대나무(Chusquea) 속에서 풍부하게 발견된다.